# Lawnside
Lawnside es un borough ubicado en el condado de Camden en el estado estadounidense de Nueva Jersey. En el año 2010 tenía una población de 2.945 habitantes y una densidad poblacional de 818,06 personas por km².

## Geografía
Lawnside se encuentra ubicado en las coordenadas 39°51′56″N 75°01′49″O / 39.86556, -75.03028.

## Demografía
Según la Oficina del Censo en 2000 los ingresos medios por hogar en la localidad eran de $45,192 y los ingresos medios por familia eran $55,197. Los hombres tenían unos ingresos medios de $34,881 frente a los $31,331 para las mujeres. La renta per cápita para la localidad era de $18,831. Alrededor del 10.7% de la población estaba por debajo del umbral de pobreza.